# Quietdrive

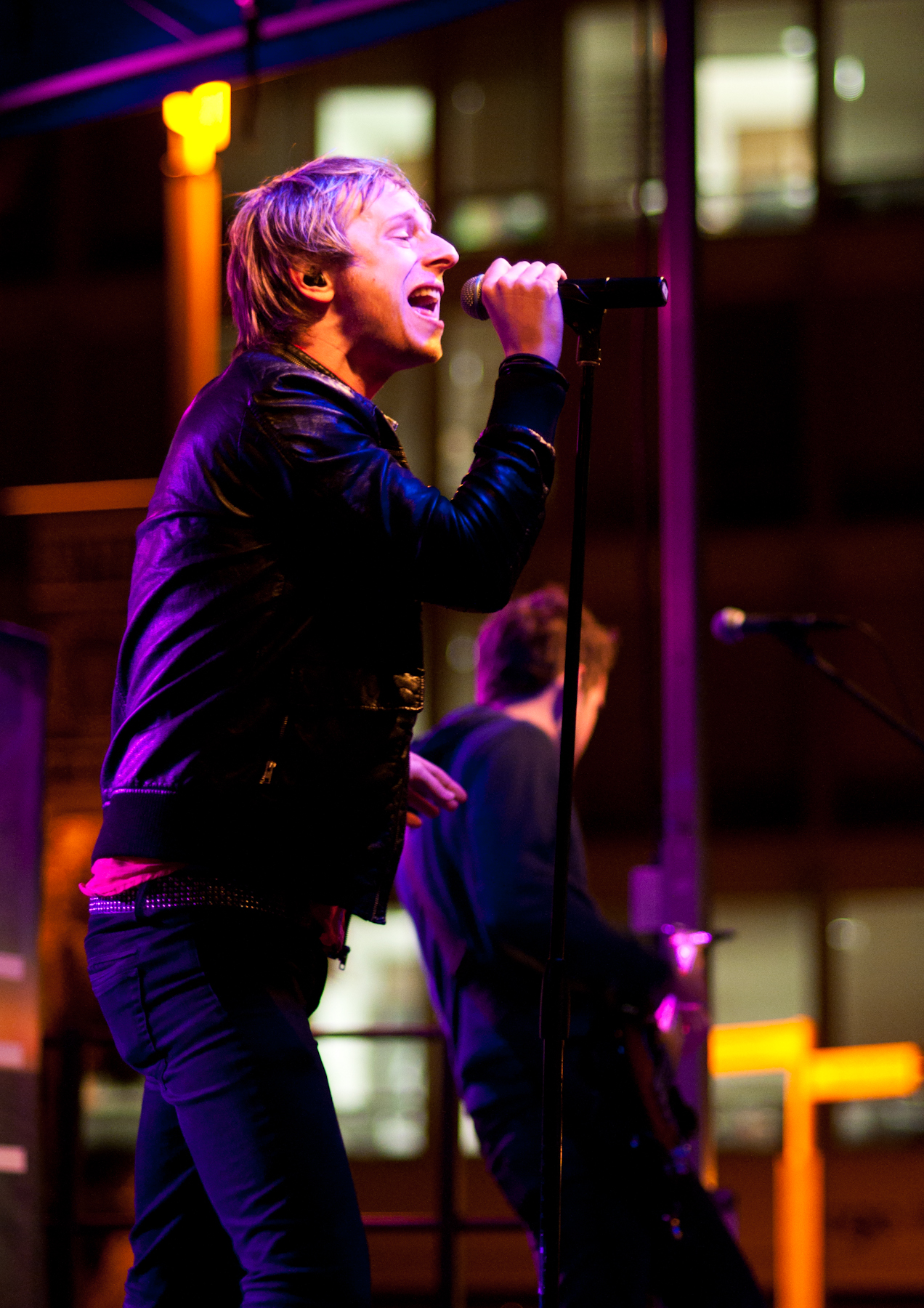
QuietDrive (UC San Diego, 2014)

Quietdrive ist eine US-amerikanische Pop-Punk Band aus Minneapolis, Minnesota (USA). Sie wurde im Jahre 2002 an der Saint John’s University gegründet. Ihr erstes Album (When All That’s Left Is You) veröffentlichte die Band am 30. Mai 2006. Quietdrive steht bei der Plattenfirma Epic Records unter Vertrag.

## Geschichte
Die Bandmitglieder Justin Bonhiver and Droo Hastings sind zusammen aufgewachsen und waren beste Freunde. In der neunten Klasse hat Brandon Lanier vorgeschlagen, eine Band zu gründen. Zu dieser Zeit war Droo Hastings noch der Sänger des Trios und Brandon der Bassist. Die Band begann nach einem Sängerersatz zu suchen, da Hastings ab jetzt für das Schlagzeug zuständig war und veröffentlichten eine Anzeige auf MP3.com. So kam Kevin Truckenmiller als Sänger zur Band. Im Laufe der Zeit kam auch noch Matt Kirby als Gitarrist zu der Band.

## Diskografie

### Alben
- 2001:[1] Demo 2002 EP (Selbstverlag)
- 2003: Leaving Dramatics EP (Selbstverlag)
- 2004: Quietdrive EP (Epic Records)
- 2005: Fall from the Ceiling EP (Epic Records)
- 2006: Rise from the Ashes EP (Epic Records)
- 2006: When All That’s Left Is You (Epic Records)
- 2008: Deliverance (The Militia Group)
- 2009: Close Your Eyes EP (Independent)
- 2010: Quietdrive (The Milita Group)
- 2014: Ghost of What You Used to (Mis)

### Singles
- 2005: Time After Time (US: Gold)[2]